# 王首道
王 首道（おう しゅどう、ワーン・ショウダオ、1906年4月13日 - 1996年9月13日）は、中華人民共和国の官僚、政治家。

## 経歴
1906年4月13日、湖南省瀏陽県で生まれる。1925年、広州農民運動講習所を卒業。翌年、母校である広州農民運動講習所に採用され、党小組にて組長に就任した。
1926年9月から1933年、湖南省で農民運動が行われました。1934年、中共中央組織局秘書長に就任。長征に参加した。日中戦争が勝利した後、彼は東北に赴任した。
1925年に中国共産主義青年団入党。翌年に中国共産党入党。1949年、湖南省長沙市軍管会の副主任を担当した。1949年3月から1952年9月、中国共産党湖南省委員会副書記。翌年4月には湖南省省長を兼務する。
1952年4月、中央に移り、中華人民共和国交通部副部長（次官）、党組書記に就任。1954年11月には国務院第六弁公室主任を兼務する。1958年2月、交通部部長に昇格。1964年5月、中国共産党中央中南局書記処書記に就任。
1968年2月、広東省革命委員会副主任に転出。1970年12月、中国共産党広東省委員会書記を兼務。1977年12月には中国人民政治協商会議広東省委員会主席を兼任する。
1978年3月、第五届全国政協副主席に選出される。翌年2月には第5回全国人民代表大会常務委員会法制委員会副主任委員を兼務する。1982年9月、中国共産党中央顧問委員会常務委員に就任。
1996年9月13日、北京市で死去。